# 氮化镉
氮化镉是镉的氮化物，化学式 Cd3N2。

## 制备
氮化镉可以由氨基镉在180 °C下热分解而成。
{\displaystyle \mathrm {3\ Cd(NH_{2})_{2}\longrightarrow Cd_{3}N_{2}+4\ NH_{3}} }
它也可以由叠氮化镉在210 °C下热分解而成。

## 性质
氮化镉是与水和空气接触就会分解的黑色固体。它和稀酸或稀碱反应会爆炸。它是反三氧化二锰结构的晶体，晶格参数 a = 1079 pm。